# Freddy Jensen
Freddy Jensen (født 1935) er en tidligere dansk sprinterløber, som løb for Frederiksberg IF senere i Kastrup Tårnby Atletik.

## Danske mesterskaber
- Guld 1960 200 meter 22,2
- Sølv 1960 100 meter 10.9
- Guld 1959 100 meter 10,9
- Sølv 1959  200 meter 22,5
- Guld 1959 4 x 100 meter 43,2
- Guld 1957 4 x 100 meter 43,8

## Personlig rekord
100 meter: 10.7 1961